# کینگ جرج (کشتی)
کینگ جرج (به انگلیسی: King George (ship)) یک کشتی بریتانیایی در اواخر سده ۱۸ میلادی بود.